# Zu Hai
(Es un nombre chino; el nombre propio es Hai y el de la familia es Zu).
Zu Hai (chino: 祖海, pinyin: Zǔ Haǐ, nacido el 10 de mayo de 1976) es una cantante china.

## Biografía
Zu nació en Bengbu, provincia de Anhui, en 1976, su padre es electricista. 
Durante los años de su infancia, Zu desarrolló su interés por el canto, el baile y experimentó con diferentes técnicas vocales, después de escuchar temas musicales de famosos cantantes, tales como Li Guyi y Teresa Teng. 
Zu asistió al Bengbu Fourth High School en 1991, ingresó a la Universidad y al Conservatorio de Música de China en 1999. Se unió al Ejército de Liberación Naval de Música y Danza del Pueblo Chino en 2003.